# Takayama (Gunma)
Takayama (高山村?) è un villaggio giapponese della prefettura di Gunma.